# Samtgemeinde Flotwedel
La comunità amministrativa di Flotwedel (Samtgemeinde Flotwedel) si trova nel circondario di Celle nella Bassa Sassonia, in Germania.

## Suddivisione
Comprende 4 comuni:
1. Bröckel
2. Eicklingen
3. Langlingen
4. Wienhausen

Il capoluogo è Wienhausen.